# Râul Danciu
- A nu se confunda cu râul Dâncu din bazinul hidrografic Someș.

Râul Danciu este primul afluent de dreapta (din patru) al râului Jidanul (Bicaz), care este, la rândul său, al nouălea afluent de dreapta (din treisprezece) al râului Bicaz.

## Generalități
Râul Danciu izvorăște din Munții Hășmaș, se găsește integral în Județul Neamț, nu are  niciun afluent semnificativ și nu trece prin nicio localitate, vărsându-se în emisarul său, râu Cetății în dreptul aceleiași localități Stana.

## Harți
- Harta Munții Hășmaș  Arhivat în 26 iunie 2008, la Wayback Machine.
- Harta Munții Ceahlău  Arhivat în 28 iunie 2008, la Wayback Machine.